# Suiza en los Juegos Olímpicos de Sarajevo 1984
Suiza estuvo representada en los Juegos Olímpicos de Sarajevo 1984 por un total de 42 deportistas que compitieron en 8 deportes.  
La portadora de la bandera en la ceremonia de apertura fue la esquiadora alpina Erika Hess.

## Medallistas
El equipo olímpico suizo obtuvo las siguientes medallas:
| Nombre                                                        | Deporte      | Competición       |
| ------------------------------------------------------------- | ------------ | ----------------- |
| Oro                                                           |              |                   |
| Max Julen                                                     | Esquí alpino | Eslalon gigante M |
| Michela Figini                                                | Esquí alpino | Descenso F        |
| Plata                                                         |              |                   |
| Peter Müller                                                  | Esquí alpino | Descenso M        |
| Maria Walliser                                                | Esquí alpino | Descenso F        |
| Bronce                                                        |              |                   |
| Silvio Giobellina Heinz Stettler Urs Salzmann Rico Freiermuth | Bobsleigh    | Cuádruple M       |